# Csongrádi László
Csongrádi László (Budapest, 1959. július 5. –) olimpiai bajnok kardvívó.

## Sportpályafutása
Pályafutását az Újpesti Dózsa színeiben kezdte. A lila-fehérekkel öt alkalommal nyert BEK-et. Később versenyzett a Vasas és a Gödöllői EAC csapatában.
Az universiaden kard csapatban 1981-ben, 1983-ban harmadik, 1985-ben második, 1987-ben első volt. 1983-ban szerezte egyetlen egyéni érmét a felnőtt magyar bajnokságokon. 1986-ban a világbajnokságon csapatban negyedik, egyéniben ötödik lett. A következő évben vb-hetedik lett csapatban.
Az 1988. évi nyári olimpiai játékokra a kard csapat tartalékjaként jutott ki. A kezdőcsapat tagjai Bujdosó Imre, Gedővári Imre, Nébald György és Szabó Bence voltak. Csongrádi végül aranyérmet szerzett, azt követően, hogy Nébald György sérülése miatt pástra lépett a szovjet csapat ellen a döntőben. Az 1988-as csapatbajnokságon a döntő előtti bemelegítés során egy csapattársa pengéje eltört, és a sportszer csonkja nyakon szúrta, de nem okozott súlyos sérülést.
A vb-n csapatban 1989-ben negyedik, 1990-ben második volt. 1988-ban, 1989-ben, 1991-ben, 1992-ben és 1993-ban klubjával BEK-győztes volt.
Az 1992. évi nyári olimpiai játékokra nem jutott ki. Évekig a BSE edzője volt, majd Ausztriában trénerkedett.

## Díjai, elismerései
- A Magyar Népköztársaság Csillagrendje (1988)